# Artoria alta
Artoria alta es una especie de araña araneomorfa del género Artoria, familia Lycosidae. Fue descrita científicamente por Framenau en 2004.
Habita en Australia (Nueva Gales del Sur).